# Qishn (huyện)
Huyện Qishn là một huyện thuộc tỉnh Al Mahrah, Yemen. Đến thời điểm năm 2003, huyện này có dân số 11441 người